# Boccia op de Paralympische Zomerspelen 2024
Op de XVIIe Paralympische Zomerspelen, die in 2024 worden gehouden in Parijs, Frankrijk, is boccia een van de 23 sporten die worden beoefend. Er zullen naar verwachting 128 kwalificatieplekken zijn (48 voor vrouwen, 48 voor mannen, daarnaast nog 28 plaatsen voor beide geslachten) verdeeld over elf evenementen. Tijdens de Paralympische Zomerspelen van 2024 zal er voor het eerst sprake zijn van afzonderlijke 
individuele evenementen voor mannen en vrouwen. Eerder waren de individuele evenementen gemengd.

## Medaillespiegel
| Plaats | Land             | NPC | Goud | Zilver | Brons | Totaal |
| 1      | Hongkong         | HKG | 3    | 2      | 0     | 5      |
| 2      | China            | CHN | 2    | 0      | 0     | 2      |
| 3      | Zuid-Korea       | KOR | 1    | 3      | 1     | 5      |
| 4      | Colombia         | COL | 1    | 1      | 1     | 3      |
| 5      | Thailand         | THA | 1    | 0      | 2     | 3      |
| 6      | Frankrijk        | FRA | 1    | 0      | 0     | 1      |
| 6      | Groot-Brittannië | GBR | 1    | 0      | 0     | 1      |
| 6      | Portugal         | POR | 1    | 0      | 0     | 1      |
| 9      | Indonesië        | INA | 0    | 2      | 2     | 4      |
| 10     | Australië        | AUS | 0    | 2      | 0     | 2      |
| 11     | Singapore        | SGP | 0    | 1      | 0     | 1      |
| 12     | Japan            | JPN | 0    | 0      | 2     | 2      |
| 13     | Argentinië       | ARG | 0    | 0      | 1     | 1      |
| 13     | Griekenland      | GRE | 0    | 0      | 1     | 1      |
| 13     | Oekraïne         | UKR | 0    | 0      | 1     | 1      |

## Uitslagen

### Individueel
| mannen | mannen | mannen            | mannen | mannen                      | mannen | mannen                  | mannen |
| Klasse | Goud   | Goud              | Zilver | Zilver                      | Brons  | Brons                   |        |
| ------ | ------ | ----------------- | ------ | --------------------------- | ------ | ----------------------- | ------ |
| BC1    | HKG    | John Loung        | KOR    | Jung Sung-joon              | INA    | Muhamad Syafa           |        |
| BC2    | THA    | Worawut Saengampa | INA    | M. Bintang Satria Herlangga | THA    | Watcharaphon Vongsa     |        |
| BC3    | KOR    | Jeong Ho-won      | AUS    | Daniel Michel               | GRE    | Grigorios Polychronidis |        |
| BC4    | GBR    | Stephen McGuire   | COL    | Edilson Chica               | UKR    | Artem Kolinko           |        |

| vrouwen | vrouwen | vrouwen            | vrouwen | vrouwen         | vrouwen | vrouwen       | vrouwen |
| Klasse  | Goud    | Goud               | Zilver  | Zilver          | Brons   | Brons         |         |
| ------- | ------- | ------------------ | ------- | --------------- | ------- | ------------- | ------- |
| BC1     | FRA     | Aurélie Aubert     | INA     | Jeralyn Tan     | JPN     | Hiromi Endo   |         |
| BC2     | POR     | Cristina Gonçalves | KOR     | Jeong So-yeong  | INA     | Gischa Zayana |         |
| BC3     | HKG     | Ho Yuen Kei        | AUS     | Jamieson Leeson | KOR     | Kang Sun-hee  |         |
| BC4     | CHN     | Lin Ximei          | HKG     | Cheung Yuen     | COL     | Leidy Chica   |         |

### Teams en Pairs
| Klasse | Goud                                    | Zilver                                                        | Brons                                              |
| ------ | --------------------------------------- | ------------------------------------------------------------- | -------------------------------------------------- |
| BC1/2  | China Zhang Qi Yan Zhiqiang Lan Zhijian | IndonesiëGischa Zayana Felix Ardi Yudha Muhamad Afrizal Syafa | JapanHiromi Endo Takayuki Hirose Hidetaka Sugimura |
| BC3    | HongkongHo Yuen Kei Tse Tak Wah         | Zuid-KoreaJeong Ho-won Kang Sun-hee                           | ArgentiniëStefanía Ferrando Rodrigo Romero         |
| BC4    | ColombiaEdilson Chica Leidy Chica       | HongkongLeung Yuk Wing Cheung Yuen                            | ThailandPornchok Larpyen Nuanchan Phonsila         |

Atletiek · Badminton · Bankdrukken · Basketbal · Boccia · Boogschieten · Goalball · Judo · Kanovaren · Paardensport · Roeien · Rugby · Schermen · Schietsport · Taekwondo · Tafeltennis · Tennis · Triatlon · Voetbal · Volleybal · Wielersport · Zwemmen
New York & Stoke Mandeville 1984 · 
Seoel 1988 · 
Barcelona 1992 · 
Atlanta 1996 · 
Sydney 2000 · 
Athene 2004 · 
Peking 2008 · 
Londen 2012 · 
Rio de Janeiro 2016 · 
Tokio 2020 ·
Parijs 2024 ·  
Los Angeles 2028